# Judaïques FM
Judaïques FM est une station de radio locale communautaire juive émettant à Paris sur la fréquence 94,8 MHz.

## Historique
Judaiques FM émet depuis octobre 1981. Fidel Di Paz (Michel Zlotowski) Jacques Sayag et Vladimir Spiro comptent parmi les fondateurs.
En 1983, la radio fusionne avec Radio Communauté pour former RCJ. En 1995, elle se détache de Radio Communauté et tisse des liens avec Radio Shalom.
En avril 2012, un article dans le journal Le Point qualifie Judaïques FM de radio islamophobe et qui manque de liberté d'expression. La radio a usé de son droit de réponse pour réfuter ces accusations.
En 2014, son cofondateur Vladimir Spiro est nommé président de Judaïques FM.
Fin 2018, la station est reprise par un pool d'actionnaires mené par Marc Eisenberg et dirigée par Raphy Maciano. Emmanuel Rials est nommé directeur général de Judaïques FM en juin 2020.
En décembre 2020, Judaïques FM est réunie avec Radio J sous la marque Radio J. Les deux stations partageaient déjà la fréquence 94,8 à Paris. Les deux entités conserveront toutefois leurs programmes et émissions respectifs.

## Programmation
Judaïques FM fait partie des 4 radios juives émettant en Île-de-France intra muros. Cette radio partage sa fréquence avec Radio J, RCJ et Radio Shalom qui émettent à des plages horaires différentes.
Ses programmes sont diffusés le matin de 8 h 30 à 11 h et le soir de 21 h à 23 h puis de minuit à 3 h du matin. 
Elle diffuse principalement des journaux consacrés à l'actualité du Proche-Orient ainsi que des émissions consacrées aux cultures juives sous toutes leurs formes.
Depuis 2002 la radio est diffusée sur Internet.

## Structure
Ce média est une association à but non lucratif, l'A.P.D.C.J. (Association pour le progrès et le développement des cultures juives). Il est soutenu par le Fonds social juif unifié (FSJU).